# École de New York
L'« École de New York » ou The New York School Art Group fait référence à un groupe artistique informel de poètes, peintres, chorégraphes et musiciens, actifs à New York dans les années 1950-1960, se réclamant de l'inspiration du surréalisme et des mouvements d'avant-garde, en particulier l'action painting, l'expressionnisme abstrait, la musique expérimentale, le jazz, l'improvisation théâtrale.

## Musique

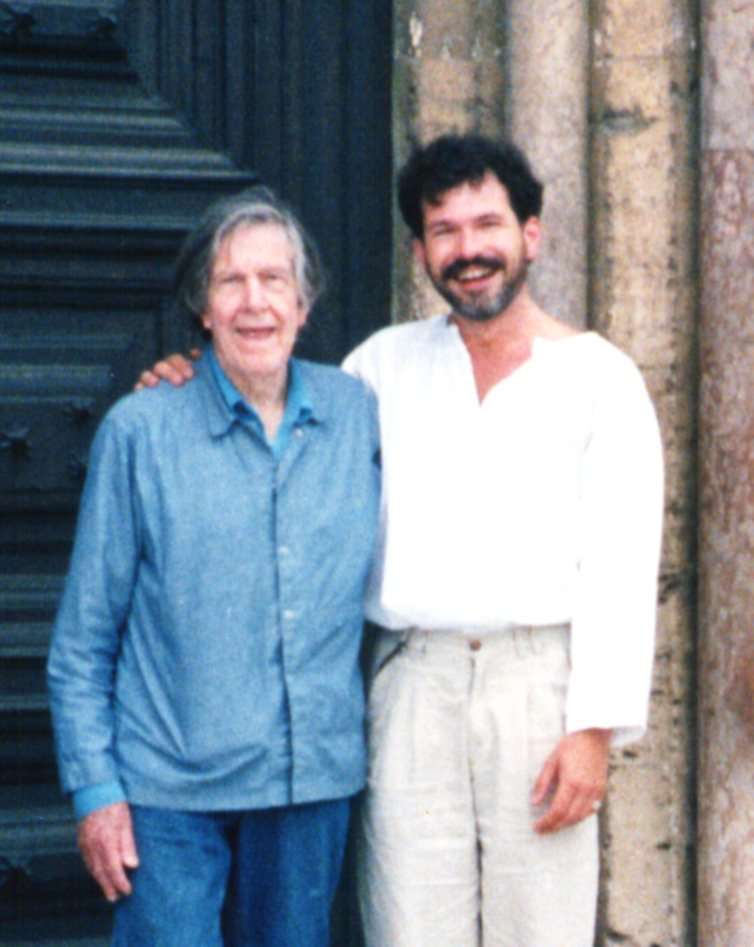
John Cage et Michael Bach à Assise en 1992.

En musique, la figure centrale est John Cage. La spécificité de ce groupe de compositeurs est l'utilisation de l'indétermination, la remise en question de la notion d'œuvre musicale, et des liens très étroits avec l'art contemporain, et en particulier le mouvement Fluxus. Les compositeurs de musique minimaliste seront en partie influencés par l'école de New-York, notamment La Monte Young, qui en a fait partie intégrante pendant une courte période.
Les compositeurs principaux sont Morton Feldman, Earle Brown, Christian Wolff, Cornelius Cardew, Frederic Rzewski, La Monte Young.
Le terme d'école pour qualifier ce groupe de compositeurs est qualifié de trompeur par Michael Nyman, puisqu'ils ne sont pas rassemblés autour d'une même esthétique, mais plus dans une situation d'atmosphère créatrice autour des idées de John Cage.

## Poésie
Les poètes les plus souvent associés à l'École de New-York sont Alice Notley, John Ashbery, Frank O'Hara, Kenneth Koch, James Schuyler, Barbara Guest (en) , Ted Berrigan, Bernadette Mayer, Kenward Elmslie, Ron Padgett et Joseph Ceravolo.

## Arts plastiques: peinture, sculpture, arts graphiques et photographie
Les peintres associés à ce mouvement, sont, entre autres,  Jackson Pollock, Willem de Kooning et Mark Rothko. Ce mouvement, lié à l'expressionnisme abstrait, se manifeste essentiellement par la peinture, mais aussi par la sculpture et même la photographie. Il s'est développé peu avant, puis après la Seconde Guerre mondiale aux États-Unis. C'est un élément central de l'École de New York,.
Le mouvement de l'expressionnisme abstrait est « né » dans le milieu artistique new-yorkais dans les années 1940, avec pour pionnier, Arshile Gorky, et a perduré, principalement aux États-Unis, jusqu'aux années 1970. Plusieurs dénominations sont apparues pour évoquer certains aspects de l'expressionnisme abstrait américain : l' action painting, la colorfield painting ou la post-painterly abstraction (en). Mais la peinture de Willem de Kooning, pour ne citer que cet artiste majeur du mouvement en question, pour certaines de ses toiles, ne relève d'aucune de ces catégories mais seulement de l'expressionnisme abstrait.

## Pour approfondir